# Bryoandersonia illecebra
Bryoandersonia illecebra är en bladmossart som beskrevs av H. Robinson 1962 [1963. Bryoandersonia illecebra ingår i släktet Bryoandersonia och familjen Brachytheciaceae. Inga underarter finns listade i Catalogue of Life.